# Elizabeth Craft et Sarah Fain
Pour les articles homonymes, voir Fain.
Elizabeth Craft et Sarah Fain sont des scénaristes et productrices américaines qui travaillent quasi exclusivement en partenariat. Elles ont toutes deux rejoint la compagnie de production Mutant Enemy en 2002 et ont travaillé sur les deux dernières saisons d'Angel, puis ont notamment travaillé sur The Shield en tant que scénaristes et coproductrices, puis productrices, de la saison 4 à la saison 6 de cette série. Elles ont aussi écrit ensemble la duologie de livre Comme des sœurs et Amies pour la vie qui fait penser à la série de livres Quatre filles et un jeans de Ann Brashares. Elles travaillent présentement sur le pilote d'une série télévisée inspirée du livre La Sélection de Kiera Cass.
Elizabeth Craft est mariée au producteur Adam Fierro. Ils ont un fils, Jack.

## Filmographie

### Scénaristes
- 2002 : L'Île de l'étrange (2 épisodes)
- 2002 à 2004 : Angel (8 épisodes : L'Ombre des génies, Sans âme, Libération, Opération Lisa, Douce Béatitude, La Fille loup-garou, Harmony ne compte pas pour du beurre et Sous la surface)
- 2005 à 2007 : The Shield (6 épisodes)
- 2007 et 2008 : Women's Murder Club (13 épisodes)
- 2008 et 2009 : Dollhouse (2 épisodes)
- 2009 et 2010 : Lie to Me (3 épisodes)
- 2011 : The Secret Circle